# Radu Băldescu
I. Radu Băldescu (* 16. Oktober 1888 in Mihăilești-Popești, Kreis Olt; † 2. Dezember 1953 in Jilava, Kreis Ilfov) war ein Offizier und zuletzt Generalleutnant im Königreich Rumänien. Des Weiteren verfasste er zahlreiche Bücher zur Kriegs- und Militärgeschichte.

## Leben
I. Radu Băldescu absolvierte nach dem Schulbesuch eine Offiziersausbildung an der Schule für Infanterieoffiziere (Școala de Ofițeri de infanterie) und wurde 1911 in die Königliche Armee übernommen. Nach der Teilnahme an den Balkankriegen (1913 und 1913) und am Ersten Weltkrieges folgten zahlreiche Verwendungen als Offizier und Stabsoffizier. Er wurde am 10. Mai 1929 zum Oberstleutnant (Locotenent-colonel) befördert und war zwischen dem 1. April 1936 und dem 1. Oktober 1937 Kommandeur des 93. Infanterieregiments, wobei er in dieser Funktion am 16. Oktober 1936 zum Oberst (Colonel) befördert wurde. In der Folgezeit war er zwischen dem 1. Oktober 1937 und dem 1. August 1940 Kommandant der Militärschule in Sibiu sowie während des Zweiten Weltkrieges vom 1. August bis zum 15. September 1940 Kommandeur der 16. Infanteriebrigade. Er war daraufhin zwischen dem 15. September 1940 und dem 10. Januar 1941 stellvertretender Kommandeur der 18. Infanteriedivision und wurde am 10. Mai 1941 zum Brigadegeneral (General de brigadă) befördert. Im Anschluss war er vom 10. bis 26. Januar 1942 zunächst Kommandeur der Infanterietruppen der 18. Infanteriedivision und daraufhin zwischen dem 26. Januar 1942 und dem 29. April 1944 selbst Kommandeur der 18. Infanteriedivision (Diviziei 18 infanterie) und nahm mit dieser zwischen Juni und Juli 1942 an der Belagerung von Sewastopol teil. Nachdem er sich vom 29. April bis zum 10. Mai 1944 zur besonderen Verfügung des Kriegsministeriums befunden hatte, trat er am 10. Mai 1944 vorerst in den Ruhestand.
Am 13. Juni 1944 wurde Băldescu rückwirkend zum 11. Mai 1944 zum Generalmajor (General de divizie) der Reserve befördert und nach dem königlichen Staatsstreich am 23. August 1944 am 14. November 1944 in den aktiven Dienst zurückberufen. Er war daraufhin zwischen dem 14. November 1944 und dem 20. März 1945 stellvertretender Kommandeur des 6. Korpsgebiets und im Anschluss vom 20. März bis zum 8. September 1945 Kommandeur des 5. Korpsgebiets. Nachdem er zwischen dem 8. September 1945 und dem 9. August 1946 Kommandeur des VI. Korps (Corpului 6 Armată) war, befand er sich vom 9. August 1946 bis zum 9. Juni 1947 erneut zur besonderen Verfügung und trat schließlich am 9. August 1947 in den Ruhestand. Während der kommunistischen Volksrepublik Rumänien wurde er im September 1951 von der Securitate festgenommen und verstarb am 2. Dezember 1953 in der Haft.

## Veröffentlichungen
- Răsboiul ruso-româno-turc 1877–1878, 1926
- Istorie militară. Studiu asupa campaniilor 1796-97, 1805, 1806. Studiul conducerei răsboiului, 1933
- Răsboiul naţional. Operaţiunile din 1916. Curs pentru ofiţerii-elevi ai Şcoalei de Aplicaţie a Infanteriei, 1933
- Războiul Balcanic (1912 şi 1913). Curs predat ofiţerilor elevi ai Şcoalei de Aplicaţie a Infanteriei, 1936
- Răsboiul naţional: operaţiunile din anii 1917, 1918 şi 1919. Curs pentru ofiţerii-elevi ai Şcoalei de Aplicaţie a Infanteriei, 1934

## Hintergrundliteratur
- Charles D. Pettibone: The Organization and Order Or Battle of Militaries in World War II. Germany’s and Imperial Japan’s Allies & Puppet States. Band VII, 2012, ISBN 978-1-4669-0350-0 (Onlineversion (Auszug))
- Stanciu Stroia, Dan L. Dușleag: My Second University. Memories from Romanian Communist Prisons. 2005, ISBN 978-0-595-34639-4 (Onlineversion (Auszug))